# Liste von Denkmälern Kurfürst Friedrich Wilhelms

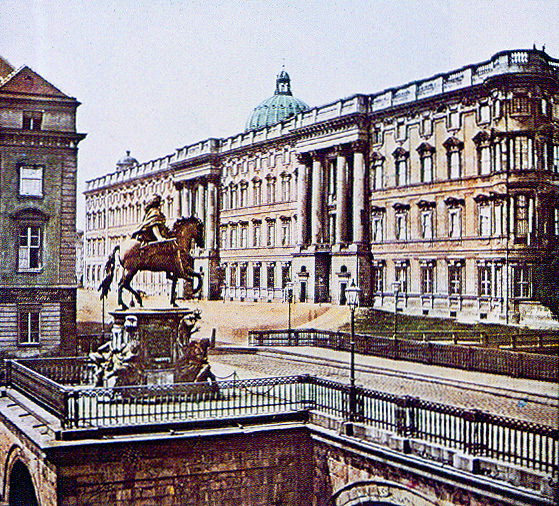
Reiterstandbild Friedrich Wilhelms in Berlin, 1703

Diese Liste enthält Denkmäler über den brandenburgischen Kurfürsten Friedrich Wilhelm (1620–1688).

## Geschichte
Kurfürst Friedrich Wilhelm, genannt der Große Kurfürst gilt als der Begründer des neuzeitlichen Brandenburg-Preußen mit dessen europäischer Bedeutung. Er verdrängte den schwedischen Einfluss aus dem deutschsprachigen südlichen Ostseeraum und vergrößerte das Territorium Brandenburgs von Westfalen bis Ostpreußen. Gleichzeitig leitete er einige grundlegenden Strukturreformen ein.

Die ersten Denkmäler für ihn wurden bereits zu Lebzeiten aufgestellt, ihnen folgten in den folgenden Jahrhunderten weitere.
Besonders im späten 19. und frühen 20. Jahrhundert wurden weitere Denkmäler für ihn im Rahmen der Glorifizierung  der hohenzollerschen Herrschaftsgeschichte in Brandenburg-Preußen errichtet.
Die meisten würdigen seine militärischen Erfolge an bestimmten Orten.
Um 1945 wurden die meisten Denkmäler von ihren Standorten entfernt. Einige konnten aber erhalten bleiben und stehen jetzt teilweise an anderen Orten.

## Denkmäler
Es sind alle bekannten erhaltenen und einige nicht mehr vorhandene öffentliche Standbilder für Kurfürst Friedrich Wilhelm angegeben. Außerdem gab es weitere Skulpturen, Medaillons, Büsten, Reliefs und Gedenksteine (Skulpturen).
| Ursprünglicher Standort              | Jetziger Standort                | Bezeichnung                          | Jahr              | Bildhauer          | Bild | Anmerkungen |
| ------------------------------------ | -------------------------------- | ------------------------------------ | ----------------- | ------------------ | ---- | --- |
| Berlin, Schloss, Lustgarten,         | Schloss Oranienburg (?)          | Standbild                            | 1655              | François Dieussart |      | durch seine Ehefrau Luise Henriette von Oranien beauftragt, später mehrmals umgestellt, jetzt angeblich in Oranienburg (keine Informationen feststellbar) |
| Berlin, Lange Brücke                 | Schloss Charlottenburg           | Reiterstandbild                      | 1696/1699         | Andreas Schlüter   |      | |
| Rathenow                             |                                  | Standbild                            | 1734/36           | Johann Georg Glume |      | erhalten |
| Neukamp, Insel Rügen                 |                                  | Standbild auf Preußensäule           | 1854              |                    |      | drei Meter hohe Säule, nach umfangreichen Restaurierungsarbeiten erhalten                                                                                 |
| Berlin, Zeughaus, Ruhmeshalle        | Burg Hohenzollern                | Standbild                            | 1883              | Erdmann Encke      |      | |
| Berlin, Siegesallee                  | Berlin-Spandau, Zitadelle        | Standbild mit weiteren Figuren       | 1898              | Fritz Schaper      |      | 1945 abgebaut, seit 2009 in Spandau |
| Bielefeld, Sparrenburg               |                                  | Standbild                            | 1900              | Fritz Schaper      |      | Kopie des Standbilds in der Siegesallee |
| Emden, Stadtpark                     | Emden, Schöpfwerk Knock          | Standbild                            | 1901              |                    |      | 1945 abgebaut und eingelagert, 1966 an Abwasserverband verschenkt                                                                                         |
| Minden                               |                                  | Standbild                            | 1901, 18. Juni    | Wilhelm Haverkamp  |      | erhalten |
| Kiel, Marineakademie                 | (nicht erhalten)                 | Standbild                            | 1901, 21. Juni    | Wilhelm Haverkamp  |      | Kopie des Denkmals in Minden, drei Tage später eingeweiht                                                                                                 |
| Herford                              |                                  | Standbild                            | 1902              |                    |      | |
| Fehrbellin                           |                                  | Standbild                            | 1902              |                    |      | |
| Küstrin (jetzt Kostrzyn), Schlosshof | (nicht erhalten)                 | Standbild Kurprinz Friedrich Wilhelm | 1903, 24. Oktober | Gerhard Janensch   |      | eröffnet in Gegenwart von Kaiser Wilhelm II., um 1945 zerstört, Sockel am alten Standort erhalten                                                         |
| Berlin, Großer Tiergarten            | (nicht erhalten)                 | Standbild Kurprinz Friedrich Wilhelm | 1904, 29. Mai     | Gerhard Janensch   |      | wahrscheinlich Kopie von Küstriner Denkmal, um 1945 zerstört                                                                                              |
| Kleve                                |                                  | Reiterstandbild (Kurfürstendenkmal)  | 1909              |                    |      | eingeweiht in Gegenwart von Kaiser Wilhelm II. |
| Pillau, Ostpreußen                   | Eckernförde, Schleswig -Holstein | Standbild                            | 1913              |                    |      | um 1945 abgebaut, 1955 in Eckernförde aufgestellt (vorübergehend)                                                                                         |

Im Reformationsmuseum in Genf steht auch eine Statue über ihn.